# Pancreas
Il pancreas  non è un organo, ma è una ghiandola facente parte dell'apparato digerente e del sistema endocrino ed esocrino dei vertebrati. Nell'essere umano, si trova nell'addome, posteriormente allo stomaco e funziona come una ghiandola anficrina (cioè a secrezione endocrina ed esocrina). Come ghiandola endocrina, si occupa principalmente di regolare i livelli di glucosio nel sangue, secernendo ormoni insulina, glucagone, somatostatina e polipeptide pancreatico. Come parte del sistema digestivo, funziona come ghiandola esocrina che secerne il succo pancreatico nel duodeno attraverso il dotto pancreatico. Questo succo contiene bicarbonato, in grado di neutralizzare l'acido che entra nel duodeno dallo stomaco; e enzimi digestivi, che scompongono carboidrati, proteine e grassi negli alimenti che entrano nel duodeno dallo stomaco.
L'infiammazione del pancreas è una patologia nota con il nome di pancreatite; può essere provocata da diverse cause tra cui l'uso cronico di alcol e calcoli biliari. A causa del suo ruolo nella regolazione della glicemia, il pancreas è anche un organo chiave nello sviluppo del diabete mellito. Il carcinoma pancreatico può insorgere in seguito a pancreatite cronica o per altri motivi e solitamente ha una prognosi molto negativa, poiché viene spesso identificato quando si è diffuso ad altre aree del corpo.
La parola pancreas deriva dal greco πάγκρεας, pànkreas, composto di παν-, pan-, «tutto» e κρέας, krèas, «carne». La funzione del pancreas nel diabete è nota almeno dal 1889, mentre il suo ruolo nella produzione di insulina venne identificato nel 1921.

## Anatomia macroscopica
Il pancreas è una grossa ghiandola esocrina ed endocrina.
Svolge una rilevante funzione nella regolazione dell'insulina (la cui carenza causa diabete). È un organo di forma allungata, impari e paramediana, posta nella cavità addominale in posizione retroperitoneale; rassomiglia ad una lingua più spessa nella sua porzione mediale, testa, accolta nella concavità del duodeno, ed una più sottile e schiacciata che portandosi a sinistra si spinge fino all'ilo della milza, in direzione antero-superiore. Si trova compreso tra L1 e L2 (prime due vertebre lombari) la coda risale sino alla 7ª costa.
Anteriormente al pancreas vi è lo stomaco, che lo copre completamente, le arterie e le vene gastroepiploiche, la prima porzione del duodeno (presso la testa), l'arteria gastroduodenale, medialmente la seconda e terza porzione del duodeno che lo separano dal rene destro, lateralmente la milza, i vasi splenici, le arterie gastriche brevi, posteriormente il condotto coledoco, l'aorta, la vena cava inferiore, i vasi genitali e i vasi mesenterici superiori (a livello della testa e del collo), il rene sinistro (presso la coda), superiormente l'arteria splenica (che vi è incorporata) e il tronco celiaco con i suoi rami, inferiormente la quarta porzione del duodeno e il mesocolon trasverso e che lo unisce al colon trasverso.
Misura circa 12–15 cm dalla testa alla coda in età adulta, anche se il suo tessuto esocrino tende a diminuire con l'avanzare dell'età diventando atrofico, è largo 4 cm e spesso 2 cm. È di colore rosa salmone, e una consistenza piuttosto dura e mostra una superficie lobulata. Il parenchima del pancreas è distinto in quattro parti che prendono il nome di testa, collo, corpo e coda, cui si deve aggiungere il processo uncinato, che ha una differente origine embriologica rispetto alle altre porzioni. Il pancreas è mantenuto stabile nella sua posizione dal duodeno, che ne accoglie la testa, dal peritoneo parietale posteriore, che lo riveste, e dal legamento pancreaticolienale, che ne fissa la coda all'ilo della milza.

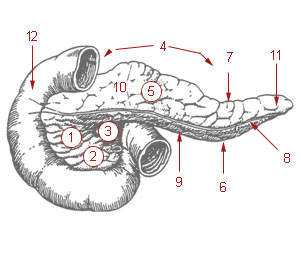
1. Testa, 2. Processo uncinato, 3. Istmo, 4. Corpo, 5. Faccia anteriore, 6. Faccia inferiore, 7. Margine superiore, 8. Margine anteriore, 9. Margine inferiore, 10. Tubercolo pancreatico omentale, 11. Coda, 12. Duodeno

- La testa è la porzione più spessa e voluminosa della ghiandola, schiacciata antero-posteriormente come il resto dell'organo, si trova accolta nella concavità duodenale, è in rapporto anteriormente con il canale pilorico e la prima porzione del duodeno, il mesocolon trasverso che la separa dal colon trasverso e talvolta alcune anse ileali, medialmente con la seconda e terza porzione del duodeno, inferiormente con la quarta porzione, lateralmente con la vena mesenterica superiore, posteriormente con il condotto coledoco, la vena cava inferiore, la vena lienale, l'aorta, l'arteria e la vena genitale destra. In alcuni casi parte della testa del pancreas è letteralmente incorporata nella parete duodenale. Inferiormente e lateralmente la testa si continua con un processo a forma di uncino, che prende proprio il nome di processo uncinato, mentre superiormente e lateralmente il parenchima si restringe e diventa più sottile, questa porzione è detta collo. È quasi completamente ricoperta dal peritoneo.
- Il collo (o istmo) è la prosecuzione laterale della testa, è più stretto e sottile di questa e si continua lateralmente con il corpo. Si considera facente parte del collo una regione molto stretta del pancreas, di circa due centimetri, definita come la porzione del parenchima pancreatico anteriore alla vena porta (la confluenza tra vena mesenterica superiore e vena lienale è proprio posteriore a questa porzione). Superiormente è in rapporto con il tronco celiaco e con la vena porta, posteriormente con la vena porta, la vena mesenterica superiore (talvolta anche l'arteria mesenterica superiore) e la vena lienale, anteriormente con il piloro e i vasi gastroduodenali, inferiormente con il mesocolon trasverso. È ricoperto dal peritoneo.
- Il corpo è una porzione allungata e appiattita della ghiandola che ne forma gran parte del suo prolungamento laterale, è lungo infatti 8–10 cm. La sua forma triangolare in sezione ne fa distingue tre facce (antero-superiore, antero-inferiore e posteriore) e tre margini (superiore, anteriore e inferiore). La faccia antero-superiore forma la metà superiore della porzione anteriore della ghiandola ed è divisa dalla antero-inferiore dal margine anteriore; è quasi completamente ricoperta dal peritoneo. È separata dallo stomaco dalla borsa omentale. La faccia antero-inferiore forma la metà inferiore della porzione anteriore, è completamente rivestita dal peritoneo e si continua con il mesocolon trasverso che prende inserzione sul margine superiore. La faccia posteriore non è rivestita dal peritoneo. Il corpo del pancreas è in rapporto superiormente con l'arteria splenica, posteriormente con il rene sinistro e la vena splenica, inferiormente con il digiuno e si continua lateralmente con la coda del pancreas.
- La coda è l'estremità laterale della ghiandola e ne forma solo una piccola porzione, lunga mediamente 2,5 cm. Presenta un margine laterale arrotondato ed è situata tra i due foglietti del legamento lieno-renale. È in rapporto posteriormente con la vena splenica, superiormente o posteriormente con l'arteria splenica, posteriormente con il rene sinistro, lateralmente con l'ilo della milza, anteriormente con il colon trasverso. Non è ricoperta dal peritoneo.
- Il processo uncinato si estende lateralmente ed inferiormente alla testa del pancreas. È collocato posteriormente alla vena mesenterica superiore, qualche volta all'arteria mesenterica superiore, è anteriore all'aorta addominale, superiore alla terza o quarta porzione del duodeno.

### Dotti pancreatici

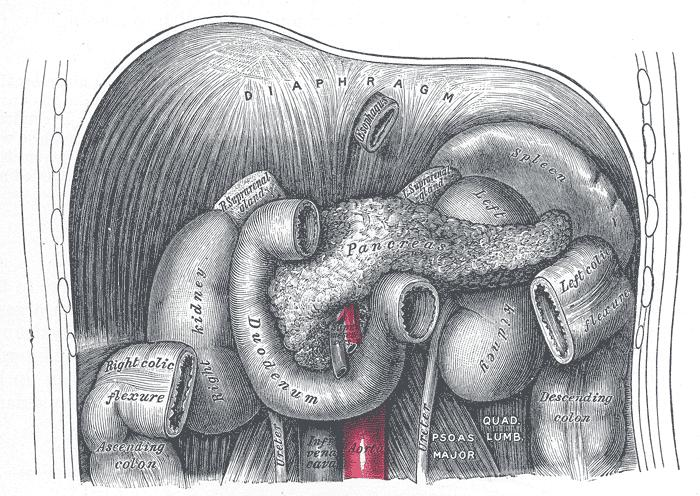
Collocazione del pancreas

Il pancreas esocrino è costituito da gruppi di cellule acinose, a loro volta costituenti lobuli i quali sono separati tra loro da esili setti connettivali derivanti da una sottile capsula. Il secreto è riversato all'interno di un sistema di condotti pancreatici che poi si svuotano nel duodeno. Il condotto pancreatico principale (o condotto di Wirsung) scorre all'interno del pancreas, centralmente, più vicino alla faccia posteriore che a quella anteriore, seguendo la forma della ghiandola e dirigendosi dalla coda verso la testa con un percorso leggermente sinuoso. Dei dotti lobulari lo raggiungono formando con esso angoli acuti e così la struttura dei dotti pancreatici del corpo e della coda rassomiglia a quella di una lisca di pesce.
Il calibro del condotto pancreatico principale cresce dalla coda verso la testa passando da 1 mm nella coda a 3 mm nella testa, in virtù della necessità di accogliere quantità sempre maggiori di succo pancreatico. Giunto presso la testa il condotto pancreatico principale piega inferiormente per poi curvare di nuovo verso destra e collegarsi con il condotto coledoco, formando una struttura più espansa detta ampolla epatopancreatica comune (del Vater). Anche nella testa il condotto pancreatico comune riceve condotti lobulari, di calibro maggiore rispetto a quelli di corpo e coda, che lo raggiungono con una disposizione quasi radiale. A sua volta l'ampolla del Vater sbocca nella parete postero-mediale della seconda porzione del duodeno, rappresentando lo sbocco comune della bile e del succo pancreatico nell'intestino. Un secondo dotto pancreatico accessorio (del Santorini) è quasi sempre presente, raccoglie il succo pancreatico della porzione anteriore della testa del pancreas, ed è di calibro decisamente inferiore rispetto al condotto principale, con cui è collegato da condotti secondari di piccolo calibro.
Il succo pancreatico raccolto dal dotto pancreatico accessorio può sboccare nel condotto principale qualora non vi sia sbocco nel duodeno, ma di norma presenta uno sbocco separato costituito da una papilla arrotondata posta un paio di centimetri superiormente ed anteriormente rispetto all'ampolla di Vater. In generale, però, entrambi i dotti presentano notevole variabilità anatomica. Il succo pancreatico, secreto dal pancreas esocrino è basico a causa dell'elevato contenuto in ioni bicarbonato e contiene enzimi proteolitici (tripsina, chimotripsina, elastasi), enzimi glicolitici (amilasi), enzimi lipolitici (lipasi pancreatiche), nucleasi, ribonucleasi e desossiribonucleasi.

### Arterie

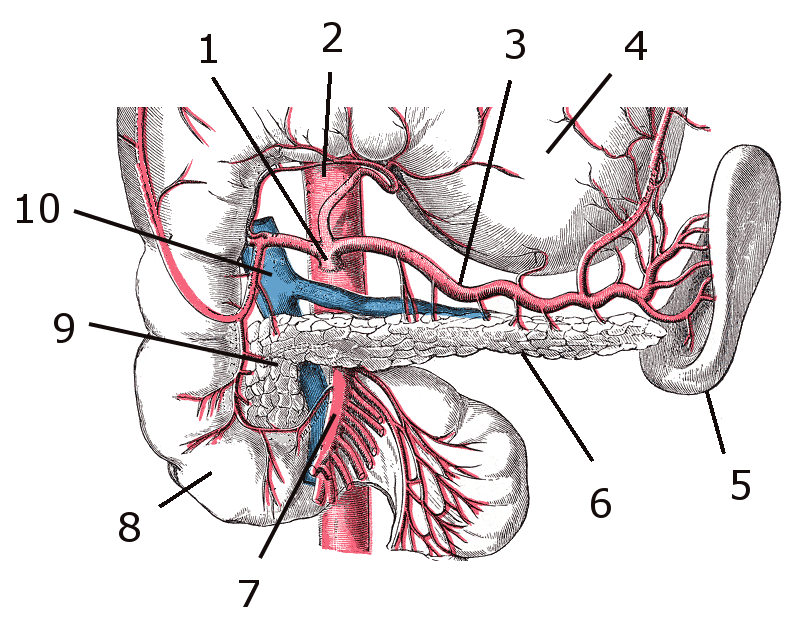
Vascolarizzazione del pancreas: 1. Tronco celiaco, 2. Aorta addominale, 3. Arteria splenica, 4. Stomaco, 5. Milza, 6. Pancreas, 7. Arteria mesenterica superiore, 8. Duodeno, 9. Testa del pancreas, 10. Vena porta

Le arterie principali che irrorano il pancreas sono: l'arteria pancreaticoduodenale superiore e l'arteria pancreaticoduodenale inferiore, a queste si aggiungono rami dell'arteria splenica.
- L'arteria pancreaticoduodenale superiore è un ramo di piccolo calibro dell'arteria gastroduodenale, che subito dopo essere emersa dalla precedente si divide in un ramo anteriore e in uno posteriore. Il ramo anteriore si dirige a destra passando anterioremente ed inferiormente tra la testa del pancreas e il margine mediale della seconda porzione del duodeno, fornisce numerosi rami con la testa del pancreas i quali si anastomizzano con i corrispondenti dell'arteria pancreaticoduodenale inferiore, la stessa cosa fa il posteriore passando però dietro la testa del pancreas. Entrambi i rami confluiscono inferiormente con i corrispondenti dell'arteria pancreaticoduodenale inferiore.
- L'arteria pancreaticoduodenale inferiore è un ramo dell'arteria mesenterica superiore, nasce al di sotto del corpo del pancreas, subito si biforca in un ramo anteriore e in uno posteriore che si portano a destra e superiormente (anteriormente e posteriormente alla testa del pancreas), descrivendo una curva con la concavità rivolta verso sinistra, dopodiché si anastomizzano con i rami corrispondenti dell'arteria pancreaticoduodenale superiore. È la principale arteria responsabile della vascolarizzazione del processo uncinato.
- L'arteria pancreatica dorsale è costituita da due rami dell'arteria splenica, uno si porta a destra posteriormente al corpo del pancreas che irrora, per confluire nell'arteria pancreaticoduodenale superiore (ramo posteriore), l'altra si porta inferiormente e a sinistra prima posteriormente al corpo, poi lungo il margine inferiore ed infine nella porzione inferiore della faccia antero-inferiore della ghiandola, irrorando la porzione inferiore del corpo ed anastomizzandosi con l'arteria pancreatica maggiore.
- L'arteria pancreatica maggiore è un ramo dell'arteria splenica che si porta a sinistra e posteriormente al corpo del pancreas, che irrora emettendo numerosi rami. Prosegue verso la coda costituendo l'arteria della coda del pancreas che invece irrora la parte della ghiandola da cui prende il nome.
- L'arteria mesenterica superiore, che nasce dall'aorta addominale sotto il tronco celiaco, oltre all'intestino tenue mesenteriale e la metà destra dell'intestino crasso irrora anche il pancreas.

### Vene
La testa, il collo e il processo uncinato del pancreas sono drenati da piccole vene, rami delle vene pancreaticoduodenali superiori ed inferiori, che decorrono nella faccia antero-superiore del pancreas decorrendo insieme ai rami anteriore e posteriore dell'arteria pancreaticoduodenale superiore. La vena pancreaticoduodenale inferiore sbocca nella vena mesenterica superiore che a sua volta drena nella vena porta dietro il collo del pancreas, mentre la vena pancreaticoduodenale superiore sbocca direttamente nella vena porta.
Alcune piccole vene non sboccano nelle vene pancreaticoduodenali ma direttamente nella vena porta e vengono dette vene della testa e del collo del pancreas. Il corpo e la coda del pancreas sono drenate da numerose vene minori (vene del corpo e della coda del pancreas) che drenano direttamente nella vena lienale, che decorre posteriormente al corpo, oppure nella vena mesenterica inferiore, che subito dopo però sbocca di nuovo nella vena lienale. Alcuni vasi venosi formano anastomosi con le vene lombari.

### Linfa
Il pancreas possiede un complesso sistema di vasi linfatici. I capillari linfatici originano attorno agli acini della sua porzione esocrina, mentre sono assenti all'interno delle isole di Langerhans, poi drenano in vasi di calibro sempre maggiore seguendo il decorso arterioso e sboccando infine nei molteplici gruppi linfonodali vicini all'organo. In particolare, in vasi linfatici del processo uncinato, della testa e del collo drenano nei linfonodi collocati presso l'arteria mesenterica superiore, le arterie pancreaticoduodenali e l'arteria epatica e in misura minore i linfonodi celiaci e preaortici. I vasi linfatici di corpo e coda drenano nei linfonodi pancreaticolienali e in misura minore nei preaortici.

### Innervazione
Il pancreas è innervato dal sistema nervoso autonomo simpatico e parasimpatico. Le fibre simpatiche pregangliari originano nei mielomeri toracici T5-T10, penetrano nei gangli della catena del simpatico e da qui discendono attraverso il nervo grande splancnico toracico nel plesso celiaco e nel plesso pancreaticoduodenale dove sinaptano nei gangli nervosi. Le fibre nervose postgangliari di questi due plessi seguono il decorso dei vasi arteriosi (arterie pancreaticoduodenali, arteria lienale) che irrorano il pancreas per innervarlo penetrando sin tra gli acini.
Le fibre simpatiche hanno azione vasocostrittrice e in parte secretomotoria. Le fibre parasimpatiche derivano dal nervo vago posteriore e dai nervi parasimpatici del plesso celiaco ed hanno funzione vasodilatatrice e secretomotoria. Le fibre pregangliari provenienti dal vago sinaptano a direttamente nel parenchima pancreatico dove sono presenti gangli nervosi, le fibre postgangliari terminano sugli acini, per cui ciascun lobulo è innervato da una rete di fibre simpatiche e parasimpatiche e così ogni acino. La sensibilità dolorifica (o di altro tipo) pancreatica ha afferenze simpatiche e parasimpatiche.

### Varianti anatomiche
La dimensione del pancreas può variare considerevolmente da individuo a individuo. Esistono anche diverse varianti anatomiche, relative allo sviluppo embriologico dei due germogli pancreatici. Il pancreas si sviluppa da questi germogli su entrambi i lati del duodeno. La gemma ventrale ruota per posizionarsi accanto alla gemma dorsale per poi fondersi. In circa il 10% degli adulti, può essere presente un dotto pancreatico accessorio, che si realizza quando il dotto principale della gemma dorsale del pancreas non regredisce; questo condotto si apre nella papilla duodenale minore. Se le due gemme, ciascuna con un condotto, non si fondono, potrebbe verificarsi un caso di pancreas con due condotti separati, una condizione nota come pancreas divisum che comunque non comporta conseguenze fisiologiche. Se la gemma ventrale non ruota completamente, può verificarsi un pancreas anulare, in cui una parte o tutto il duodeno è circondato dal pancreas. A questo può essere correlata l'atresia duodenale.

## Anatomia microscopica
Il pancreas è funzionalmente suddiviso in una parte esocrina (lat. pars esocrina), preponderante (97-99% del totale) formata dagli acini pancreatici e in una endocrina (1-3%) costituita dalle isole di Langerhans (lat. pars endocrina).

### Esocrino
Il pancreas esocrino è una ghiandola acinosa composta, suddivisa in due lobuli da sepimenti connettivali lassi che si dipartono dalla sua capsula e in cui decorrono i vasi sanguigni, i vasi linfatici e i nervi. Ciascun lobulo pancreatico è suddiviso in centinaia di acini, raggruppamenti cellulari sferici e unità secernenti della ghiandola. Da ciascun acino parte un dotto preterminale che confluisce in un dotto intralobulare e molti dotti intralobulari confluiscono a formare un dotto intercalare che a sua volta si getta in dotti di calibro sempre maggiore sino a sboccare nel condotto pancreatico principale o in quello accessorio.
Le cellule acinose pancreatiche hanno forma piramidale con la base spesso a contatto con sottili capillari, da cui è separata dall'endotelio e da una lamina basale, e con apici rivolti verso il dotto intralobulare. Possiedono un nucleo tondeggiante in cui è comune reperire due nucleoli, circondato ai lati e alla base da un reticolo endoplasmatico rugoso particolarmente sviluppato data la loro funzione secretoria, un reticolo endoplasmatico liscio discretamente sviluppato, molti mitocondri, soprattutto nella regione basale, numerosi i ribosomi, piuttosto sviluppato l'apparato di Golgi e in posizione centrale, mentre nella porzione apicale della cellula si riscontrano quasi sempre grandi granuli sferici contenenti sostanze elettrondense, i granuli di zimogeno, con dimensioni alquanto variabili. Lo zimogeno in questo caso è un cocktail di numerosi proenzimi, in forma inattiva che costituiscono il succo pancreatico.
Le sue proteine sono sintetizzate nel reticolo endoplasmatico ruvido, processate nel Golgi ed escrete nel lume del dotto intralobulare all'apice della cellula. Ciascuna cellula acinosa è collegata con le adiacenti da numerose giunzioni specializzate collocate sulla membrana plasmatica laterale, mentre sulla sua porzione basale spesso si riscontrano terminazioni nervose colinergiche (eccitosecretorie e parasimpatiche). La porzione apicale della membrana è provvista di numerose estroflessioni. Colorate con ematossilina-eosina le cellule acinose sono fortemente basofile a causa del loro reticolo endoplasmatico rugoso, del nucleo e dei ribosomi. La stimolazione ormonale di queste cellule avviene con il rilascio di colecistochinina duodenale (CKK) da parte del duodeno. Le cellule centroacinose, poste per l'appunto al centro dell'acino, sono adiacenti ai dotti intralobulari e vi si affacciano. La loro funzione concerne la produzione di ioni bicarbonato e il trasporto dell'acqua. Questi aspetti sono regolati neuralmente dal nervo vago posteriore mediante terminazioni colinergiche ed ormonalmente mediante la secretina da parte del duodeno e del digiuno. Le cellule che delimitano i dotti intralobulari sono inizialmente appiattite, man mano che il calibro del dotto aumenta diventano prima cubiche ed infine cilindriche.
Disperse tra le cellule degli acini e dei dotti pancreatici si riscontrano occasionali cellule neuroendocrine. Le cellule stellate sono cellule simili a miofibroblasti con un corpo centrale e lunghi processi citoplasmatici che abbracciano una porzione o un intero acino, anche se si riscontrano anche presso il sistema duttale. La loro funzione, non del tutto compresa, sembrerebbe quella di facilitare lo svuotamento della secrezione nei dotti. Sono regolate da stimolazione ormonale. L'azione secernente del pancreas è continua, ma si svolge a un livello modesto; essa aumenta però considerevolmente sotto lo stimolo neuroendocrino della secretina e della pancreozimina, prodotti nel duodeno che raggiungono il pancreas attraverso il circolo sanguigno. Il succo pancreatico viene immesso nel duodeno non in modo episodico, come la bile: al momento della digestione avviene un rilascio massivo e rapido di succo pancreatico.
La mancanza di un serbatoio per il succo pancreatico rende necessaria l'esistenza di altri meccanismi di regolazione, in primo luogo le formazioni sfinteriche della "papilla duodenale", che occludono parzialmente il condotto pancreatico principale: ciò tuttavia non spiega il rilascio massivo nella fase digestiva. La secrezione pancreatica viene resa notevolmente attiva da stimolazioni di natura nervosa ed endocrina (pancreozimina e secretina). Questa stimolazione determina uno svuotamento massivo delle cellule sierose, i granuli di "zimogeno" si fondono tra loro e si ha lo svuotamento massivo.

### Endocrino
Il pancreas endocrino è costituito da circa 1 milione di isole di Langerhans, ammassi cellulari (diametro: 100 micrometri) di forma tondeggiante costituiti da cordoni, distribuiti in particolare nella coda e nel corpo della ghiandola. In ematossilina-eosina appaiono come aggregati cellulari poco colorati in mezzo al parenchima esocrino fortemente basofilo. Non possiedono vasi linfatici ma sono percorse da un fitto plesso di capillari fenestrati in cui riversano i loro ormoni e possiedono una ricca innervazione tanto che quasi tutte le cellule sono a contatto con un capillare e molte con terminazioni nervose.
Sono stati identificati cinque tipi cellulari all'interno di ciascuna isola di Langerhans:
- le cellule α (o A2) sono disposte alla periferia dell'isola, sono piuttosto numerose (15-20% del totale) e secernono glucagone;
- le cellule β (o B) sono le più numerose (65-80%), poste perlopiù centralmente nelle isole e secernono insulina e amilina;
- le cellule PP (o F) sono molto rare (1-2%) spesso sono quasi tutte raggruppate in una singola zona periferica dell'isola e secernono il polipeptide pancreatico (PP);
- le cellule δ (o D o A1) sono rare (3-10%), distribuite uniformemente e secernono somatostatina;
- le cellule ε sono rarissime (<1%) e secernono grelina.

Una cellula β ha forma piramidale, un nucleo basale con un singolo nucleolo, un reticolo endoplasmatico liscio e rugoso sviluppato attorno al nucleo, apparato di Golgi sviluppato e in posizione centrale, pochi mitocondri in posizione basale, numerose vescicole secretorie nella porzione apicale che si affaccia all'endotelio fenestrato di un capillare.
È stato in realtà provato con tecniche di fluorescenza che il modello sopra descritto è quello comune del pancreas di topo; nel pancreas umano, i capillari e le venule post-capillari anastomizzandosi formano dei compartimenti deputati ai singoli citotipi, in modo tale che cellule α e β si trovino sia alla periferia che profondamente nelle isole di Langerhans.
Le membrane plasmatiche laterali possiedono giunzioni serrate nella parte superiore e numerose giunzioni comunicanti in quella inferiore, mentre le terminazioni nervose sono a contatto con la base della cellula. Le cellule α hanno forma romboidale, le cellule δ sono spesso tondeggianti con un unico prolungamento citoplasmatico mentre le F sono tendenzialmente piramidali. Le terminazioni nervose presenti alla base della membrana plasmatica delle cellule delle isole di Langerhans possono essere colinergiche, adrenergiche o noradrenergiche. Le terminazioni adrenergiche stimolano la secrezione di glucagone ed insulina, quelle noradrenergiche inibiscono il rilascio di insulina, mentre possono agire coordinatamente per regolare il rilascio di somatostatina e polipeptide pancreatico. Queste fibre sono quasi tutte parasimpatiche. Ciascuna terminazione può essere distinta al microscopio elettronico in base al diametro delle vescicole, piccole nelle adrenergiche, più grandi nelle colinergiche, ve n'è infine un terzo tipo con vescicole molto grandi. Nessuna tipologia di cellule ha una tipologia di terminazione nervosa preferenziale.

## Funzione
Il pancreas è coinvolto nel controllo della glicemia e nel metabolismo all'interno dell'organismo, nonché nella secrezione di sostanze, succo pancreatico, che aiutano la digestione. Quest'ultima è divisa tra un ruolo "endocrino", relativo alla secrezione di insulina e altre sostanze all'interno delle isole pancreatiche aiutando a controllare i livelli di zucchero nel sangue e il metabolismo all'interno del corpo, e un ruolo "esocrino", relativo alla secrezione di enzimi coinvolti nella digestione delle sostanze nel tratto digestivo.

### Regolazione della glicemia
Le cellule all'interno del pancreas aiutano a mantenere i livelli corretti del glucosio nel sangue, grazie alle cellule che si trovano all'interno delle isole pancreatiche presenti in tutto l'organo. Quando i livelli di glucosio nel sangue sono bassi, le cellule alfa secernono glucagone, il quale ne aumenta i livelli, mentre quando il glucosio circolante è alto intervengono le cellule beta secernando insulina al fine di ridurlo. Le cellule delta, invece, sono in grado di secernere anche la somatostatina che diminuisce il rilascio dell'insulina e del glucagone.
Il glucagone agisce per aumentare i livelli di glucosio promuovendo la sua sintesi e la scomposizione del glicogeno in glucosio nel fegato. Inoltre, riduce l'assorbimento del glucosio nei lipidi e nei muscoli. Il rilascio del glucagone viene stimolato dai bassi livelli di glucosio nel sangue o durante l'attività fisica.Harrison's, pp. 2853-4 L'insulina agisce per ridurre i livelli di glucosio nel sangue facilitando l'assorbimento da parte delle cellule (in particolare dei muscoli scheletrici) e promuovendo il suo utilizzo nella sintesi di proteine, grassi e carboidrati. L'insulina viene inizialmente sintetizzata come un precursore chiamato preproinsulina. Questo viene convertito in proinsulina e quindi scisso dal peptide C in insulina che viene quindi immagazzinata in granuli nelle cellule beta. Il glucosio viene assunto nelle cellule beta e degradato. L'effetto finale di questo è di causare la depolarizzazione della membrana cellulare che stimola il rilascio dell'insulina.
Il principale fattore che influenza la secrezione di insulina e glucagone sono i livelli di glucosio nel plasma sanguigno. La glicemia bassa stimola il rilascio del glucagone mentre alti livelli stimola il rilascio di insulina. Vi sono ulteriori fattori che influenzano la secrezione di questi ormoni. Alcuni aminoacidi, sottoprodotti della digestione delle proteine, stimolano il rilascio di insulina e glucagone. La somatostatina agisce come un inibitore dell'insulina e del glucagone. Anche il sistema nervoso autonomo svolge un ruolo. L'attivazione dei recettori beta-2 del sistema nervoso simpatico da parte delle catecolamine secrete dai nervi simpatici stimola la secrezione di insulina e glucagone, mentre l'attivazione dei recettori alfa-1 inibisce la secrezione. I recettori muscarinico M3 del sistema nervoso parasimpatico agiscono quando stimolati dal nervo vago destro per stimolare il rilascio di insulina dalle cellule beta.

### Digestione

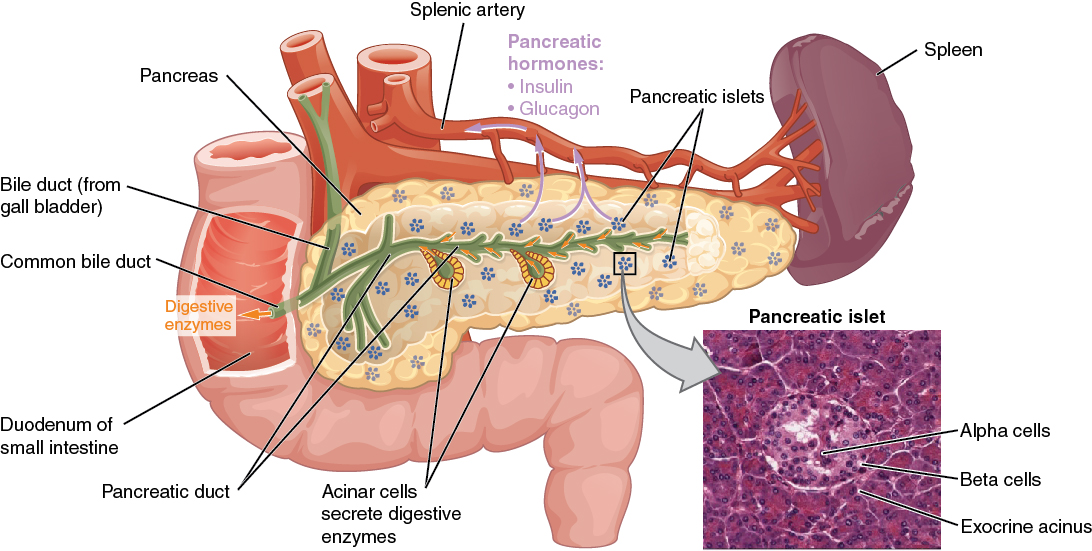
Il pancreas svolge un ruolo fondamentale nella digestione. I condotti del pancreas (in verde) conducono gli enzimi digestivi nel duodeno. Questa immagine mostra anche un'isola pancreatica, parte del pancreas endocrino, che contiene le cellule responsabili della secrezione di insulina e glucagone.

Il pancreas svolge un ruolo fondamentale nella digestione. Lo fa secernendo un fluido che contiene enzimi digestivi nel duodeno, la prima parte dell'intestino tenue che riceve cibo dallo stomaco. Questi enzimi aiutano a scomporre i carboidrati, le proteine e i lipidi. Questo compito è chiamato "funzione esocrina" del pancreas. Le cellule che compiono ciò sono disposte in gruppi chiamati acini. Tali secrezioni si raccolgono al centro dell'acino per poi dirigersi nei dotti intralobulari che drenano nel dotto pancreatico principale che a sua volta lo convoglia nel duodeno. In questo modo, circa 1,5 - 3 litri di succo pancreatico, vengono secreti ogni giorno.
Le cellule di ciascun acino sono piene di granuli contenenti gli enzimi digestivi. Questi sono secreti in una forma inattiva denominata zimogeno o (proenzima). Quando rilasciati nel duodeno, vengono attivati dall'enzima enterochinasi presente nel rivestimento del duodeno. I proenzimi vengono divisi, creando una cascata di enzimi attivanti.
- Gli enzimi che scindono le proteine iniziano con l'attivazione del tripsinogeno nella tripsina. La tripsina libera, quindi, scinde il resto del tripsinogeno, nonché il chimotripsinogeno nella sua forma attiva chimotripsina.[11]
- Gli enzimi secreti coinvolti nella digestione dei grassi includono lipasi, fosfolipasi A2, lisofosfolipasi e colesterolo-esterasi.[11]
- Gli enzimi che degradano l'amido e altri carboidrati includono l'amilasi.[11]

Questi enzimi sono secreti in un fluido ricco di bicarbonato; questo aiuta a mantenere un pH alcalino per il fluido, un pH in cui la maggior parte degli enzimi agisce nel modo più efficiente e aiuta anche a neutralizzare gli acidi dello stomaco che entrano nel duodeno. La secrezione è influenzata da ormoni, tra cui secretina, colecistochinina e VIP (peptide intestinale vasoattivo), nonché dalla stimolazione con acetilcolina dal nervo vago. La secretina viene rilasciata dalle cellule S che fanno parte del rivestimento del duodeno in risposta alla stimolazione dell'acido gastrico. Insieme al VIP, aumenta la secrezione di enzimi e di bicarbonato. La colecistochinina viene rilasciata dalle cellule di Ito del rivestimento del duodeno e del digiuno principalmente in risposta agli acidi grassi a catena lunga, aumentando gli effetti della secretina. A livello cellulare, il bicarbonato viene secreto dalle cellule acinose attraverso un trasportatore di sodio e bicarbonato che agisce a seguito della depolarizzazione della membrana causata dal regolatore della conduttanza transmembrana della fibrosi cistica. Secretina e VIP agiscono per aumentare l'apertura di tale proteina comportando una maggiore depolarizzazione della membrana e una maggiore secrezione di bicarbonato.
Una varietà di meccanismi agisce per garantire che l'azione digestiva del pancreas non agisca per digerire il tessuto pancreatico stesso. Questi includono la secrezione di enzimi inattivi (zimogeni), la secrezione dell'enzima protettivo inibitore della tripsina che inattiva la tripsina, le variazioni di pH che si verificano con la secrezione di bicarbonato che stimolano la digestione solo quando il pancreas è stimolato e il fatto che bassi livelli di calcio all'interno delle cellule provocano l'inattivazione della tripsina.

## Patologie

### Infiammazione

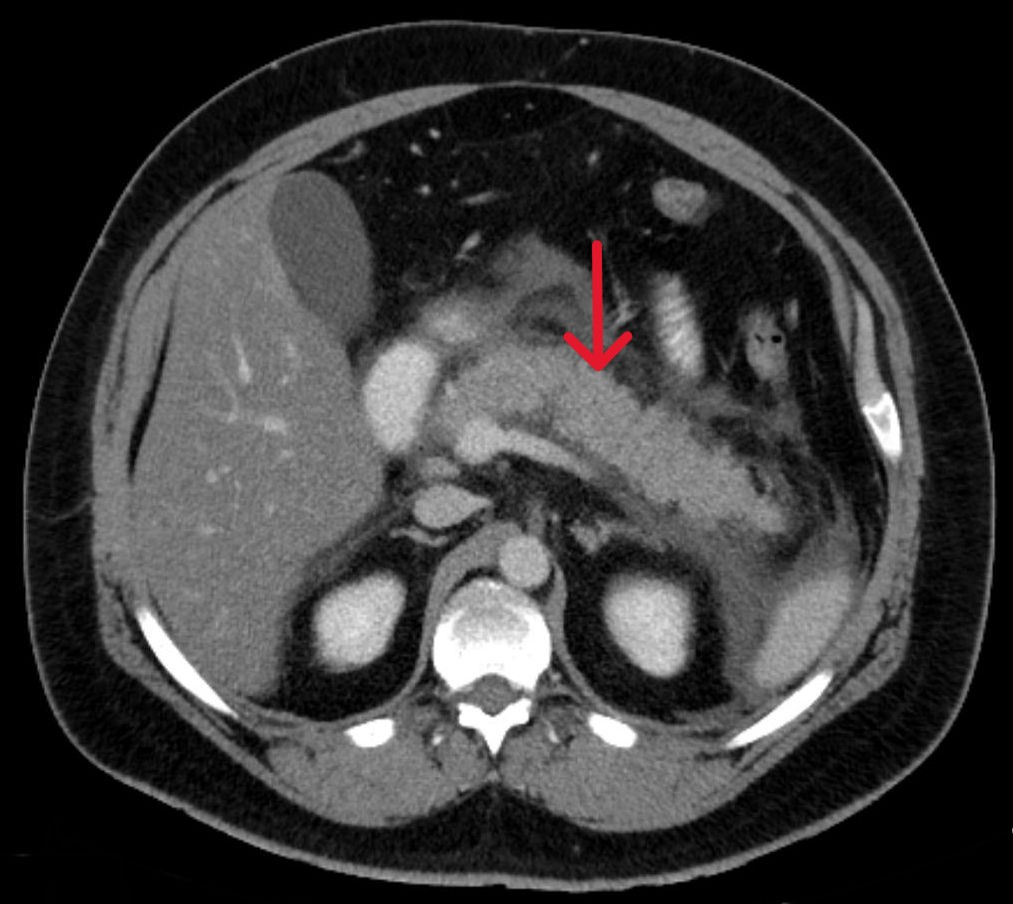
Immagine realizzata tramite tomografia computerizzata in un caso di pancreatite acuta

L'infiammazione del pancreas è nota come pancreatite. Essa spesso avviene in correlazione con calcoli biliari ricorrenti o un uso cronico di alcol, come conseguenza di un trauma, come effetto collaterale di una procedura di ERCP, dell'assunzione di alcuni farmaci, a seguito di una infezioni come la parotite, o a causa di alti livelli di trigliceridi nel sangue. La pancreatite acuta può causare un intenso dolore nell'addome centrale, spesso irradiato alla schiena, talvolta accompagnato da nausea o vomito. La pancreatite grave può portare a sanguinamento o alla perforazione del pancreas con conseguente shock o ad una sindrome da risposta infiammatoria sistemica, lividi visibili dei fianchi o nella regione intorno all'ombelico. Per gestire queste gravi complicanze è spesso necessario ricorre ad un ricovero in terapia intensiva.
Nella pancreatite, gli enzimi del pancreas esocrino danneggiano la struttura e il tessuto del pancreas stesso. Il rilevamento nel sangue di alcuni di questi enzimi, come l'amilasi e la lipasi, insieme alla presenza di sintomi e ai risultati dell'imaging biomedico, come l'ecografia o tomografia computerizzata, sono spesso utilizzati per la diagnosi di pancreatite. La condizione viene spesso gestita clinicamente controllando il dolore e monitorando le funzioni vitali del paziente per prevenire o trattare lo shock e cercando di risolvere le eventuali cause sottostanti identificate. Ciò può includere la rimozione dei calcoli biliari, l'abbassamento dei livelli di trigliceridi o del glucosio nel sangue, l'uso di corticosteroidi per trattare la pancreatite autoimmune e la cessazione di qualsiasi fattore scatenante.
La pancreatite cronica è una condizione in cui vi è uno sviluppo della pancreatite nel tempo. Le cause possono essere quelle della condizione acuta, ma il consumo di bevande alcoliche è la più frequente insieme alla fibrosi cistica. Il dolore addominale è il sintomo più comune. Quando la funzione digestiva del pancreas è gravemente compromessa, possono esserci problemi con la digestione dei grassi e lo sviluppo di steatorrea; quando la funzione endocrina è compromessa, può instaurarsi una condizione di diabete. La pancreatite viene diagnosticata in modo simile alla pancreatite acuta. Oltre alla gestione del dolore e della nausea e al trattamento di eventuali cause identificate (che possono includere la sospensione dell'assunzione di alcool), a causa del ruolo digestivo del pancreas, può essere necessaria la somministrazione di enzimi per prevenire il malassorbimento.

### Tumore

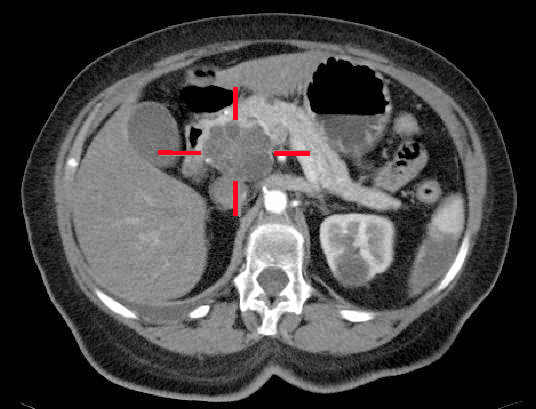
Adenocarcinoma della testa del pancreas in una immagine TC

I tumori del pancreas, in particolare il tipo più comune l'adenocarcinoma pancreatico, rimangono molto difficili da trattare e vengono per lo più diagnosticati solo a uno stadio troppo avanzato per procedere ad un intervento chirurgico, che è l'unico trattamento curativo. Il carcinoma del pancreas è raro nei soggetti di età inferiore ai 40 anni, l'età media della diagnosi è di 71 anni. I fattori di rischio includono una situazione di pancreatite cronica, un'età avanzata, tabagismo, obesità, diabete e alcune rare condizioni genetiche tra cui una neoplasia endocrina multipla di tipo 1, un carcinoma del colon senza poliposi ereditario e la sindrome del nevo displastico. Circa il 25% dei casi è attribuibile al fumo di tabacco, mentre il 5-10% dei casi è collegato a geni ereditari.
L'adenocarcinoma pancreatico è la forma più comune del tumore al pancreas ed è un tumore derivante dalla parte digestiva esocrina dell'organo. La maggior parte di questi si verifica nella testa del pancreas. I sintomi tendono a insorgere in ritardo nel corso dello sviluppo del tumore, quando già si riscontrano dolore addominale, perdita di peso o ingiallimento della pelle (ittero). L'ittero si verifica quando il deflusso della bile viene bloccato dalla massa del tumore. Altri sintomi meno comuni includono nausea, vomito, pancreatite, diabete e trombosi venosa ricorrente. Il carcinoma del pancreas viene di solito diagnosticata mediante imaging biomedico come l'ecografia o la tomografia computerizzata. Un'ecografia endoscopica può essere utilizzata se un tumore viene preso in considerazione per la rimozione chirurgica, mentre la biopsia guidata da ERCP o attraverso l'ecografia può essere utilizzata per confermare una diagnosi incerta.
A causa dello sviluppo tardivo dei sintomi, la maggior parte dei tumori si presenta ad uno stadio avanzato. Solo il 10-15% delle neoplasie del pancreas è adatto alla resezione chirurgica. A partire dal 2018, quando la chemioterapia è iniziata ad essere somministrata con il regime FOLFIRINOX, contenente fluorouracile, irinotecan, oxaliplatino e leucovorina, ha dimostrato di prolungare la sopravvivenza oltre i tradizionali regimi basati sulla gemcitabina. Per la maggior parte, il trattamento è palliativo, focalizzato quindi sulla gestione dei sintomi che si sviluppano. Ciò può includere anche l'inserimento di stent tramite ERCP per facilitare il drenaggio della bile e la somministrazione di farmaci per aiutare a controllare il dolore. Negli Stati Uniti il tumore del pancreas è la quarta causa più comune dei decessi per cancro. La malattia si manifesta più spesso nei paesi sviluppati in cui si sono registrati il 68% di nuovi casi nel 2012. L'adenocarcinoma pancreatico, in generale, ha una prognosi negativa, con una sopravvivenza ad uno e cinque anni dalla diagnosi del 25% e 5% rispettivamente. Nelle situazioni in cui il tumore risulta localizzato e di piccole dimensioni (<2 cm) il numero dei sopravvissuti a cinque anni è di circa il 20%.
Esistono diversi tipi di tumore al pancreas che coinvolgono sia il tessuto endocrino sia quello esocrino. Quelli del pancreas endocrino sono tutti rari e hanno prognosi diverse; tuttavia, l'incidenza di questi tumori è in forte aumento e non è chiaro fino a che punto ciò rifletta una maggiore capacità di individuazione, soprattutto attraverso le moderne tecniche di imaging. Gli insulinomi (in gran parte benigni) e gastrinomi sono i tipi più comuni. Coloro che presentano tumori neuroendocrini, la sopravvivenza a cinque anni risulta molto migliore, mediamente al 65%, variando considerevolmente a seconda del tipo.
Un tumore pseudopapillare solido è un tumore maligno di basso grado del pancreas che colpisce l'architettura papillare e che interessa tipicamente le giovani donne.

### Diabete mellito

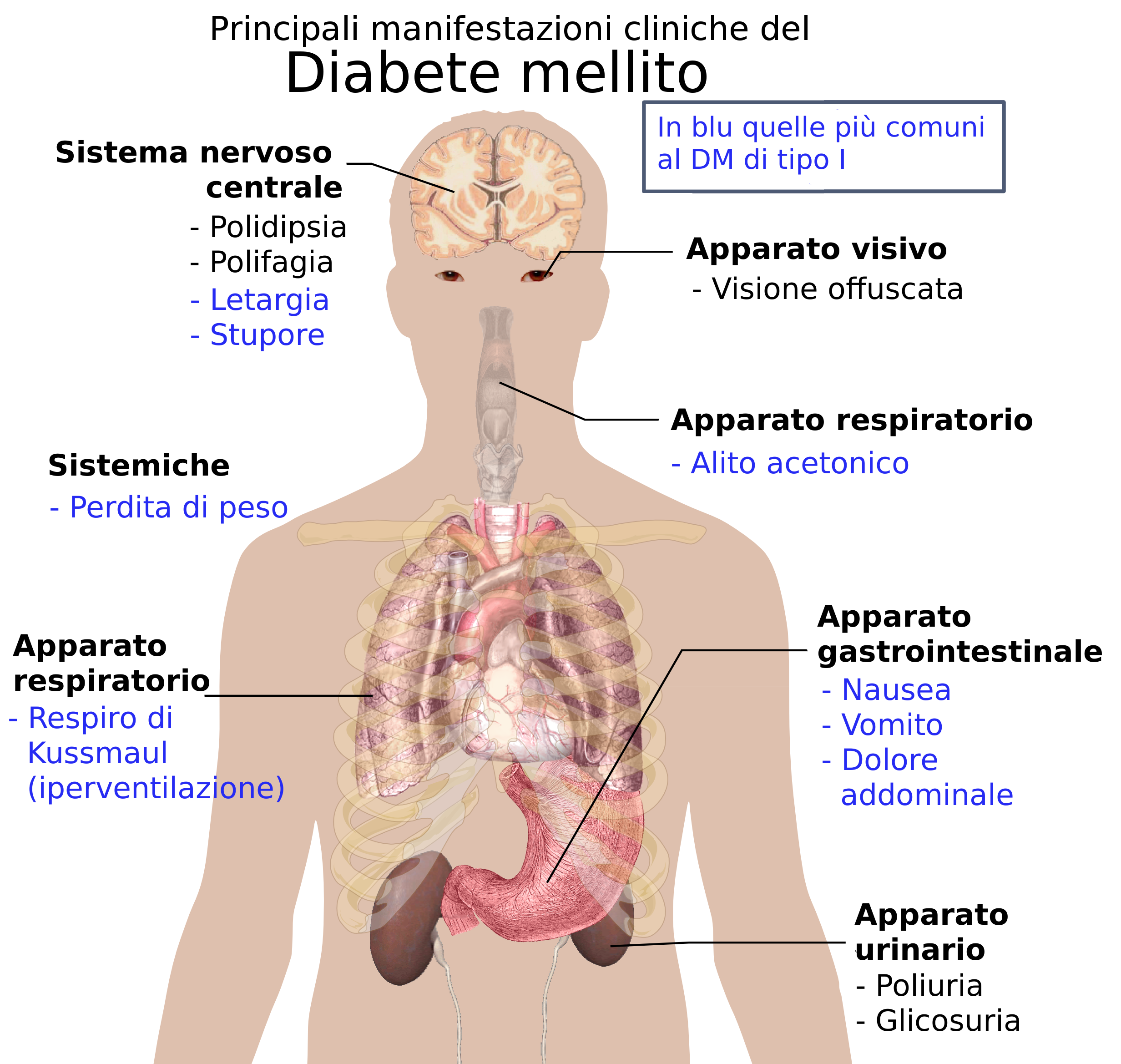
Panoramica dei sintomi più significativi del diabete.

#### Diabete mellito di tipo 1
Il diabete mellito di tipo 1 è una malattia autoimmune cronica in cui il sistema immunitario attacca le cellule β del pancreas secernenti insulina. L'insulina è necessaria per mantenere i livelli di glucosio nel sangue entro intervalli ottimali e la sua mancanza può portare a iperglicemia. In caso di condizione cronica non trattata, possono insorgere complicazioni tra cui un'accelerazione della patologia vascolare, la retinopatia diabetica, la nefropatia diabetica e la neuropatia. Inoltre, se non vi è abbastanza insulina perché il glucosio possa entrare all'interno delle cellule, può instaurarsi una chetoacidosi diabetica, un'emergenza medica che spesso rappresenta il primo sintomo che una persona con diabete di tipo 1 può avere. Il diabete di tipo 1 può svilupparsi a qualsiasi età ma viene spesso diagnosticato prima dei 40 anni. Per le persone che vivono con questa condizione, le iniezioni di insulina sono fondamentali per la sopravvivenza. Una procedura sperimentale per il trattamento del diabete di tipo 1 è il trapianto di pancreas o il trapianto isolato di cellule delle isole, in grado di fornire a una persona cellule beta funzionanti.

#### Diabete mellito di tipo 2
Il diabete mellito di tipo 2 è la forma più comune di diabete. In questa condizione, le cause di elevati livelli di glicemia nel sangue sono dovuti solitamente ad una combinazione di insulino-resistenza e alterata secrezione della stessa insulina, mentre alcuni fattori genetici e ambientali che svolgono un ruolo nello sviluppo della malattia. Nel tempo, le cellule beta del pancreas possono diventare "esaurite" e meno funzionali. La gestione di questa patologia comporta l'adozione di una combinazione di misure improntate sullo stile di vita, sull'eventuale assunzione di alcuni farmaci e, talvolta, dell'insulina. Con rilevanza per il pancreas, diversi farmaci agiscono per migliorare la secrezione di insulina dalle cellule beta, in particolare le sulfaniluree, che agiscono direttamente sulle cellule beta; le incretine che replicano l'azione del peptide 1 simile al glucagone, aumentando la secrezione di insulina dalle cellule beta dopo i past; e inibitori della dipeptidil-peptidasi IV, che rallentano la scomposizione delle incretine.

### Altro
È possibile vivere senza pancreas a condizione che il soggetto assuma insulina per una corretta regolazione della concentrazione del glucosio nel sangue e integratori di enzimi pancreatici per favorire la digestione. 
Recentemente è stato evidenziato un inedito ruolo nella cancerogenesi pancreatica tramite la concentrazione e la eliminazione nel succo pancreatico del radio-cesio..
Infatti, studi di Nelson, Sodee, Bandazhevskij, Venturi, ed altri, hanno rilevato nelle cellule pancreatiche una molto elevata capacità di concentrare il cancerogeno cesio radioattivo nelle scintigrafie sperimentali con Cs-137 e, negli ambienti inquinati da ricadute radioattive, anche nei mammiferi (topi, cani ed esseri umani) e negli uccelli e pesci (polli e carpe) appositamente studiati.